# ساق الوتد

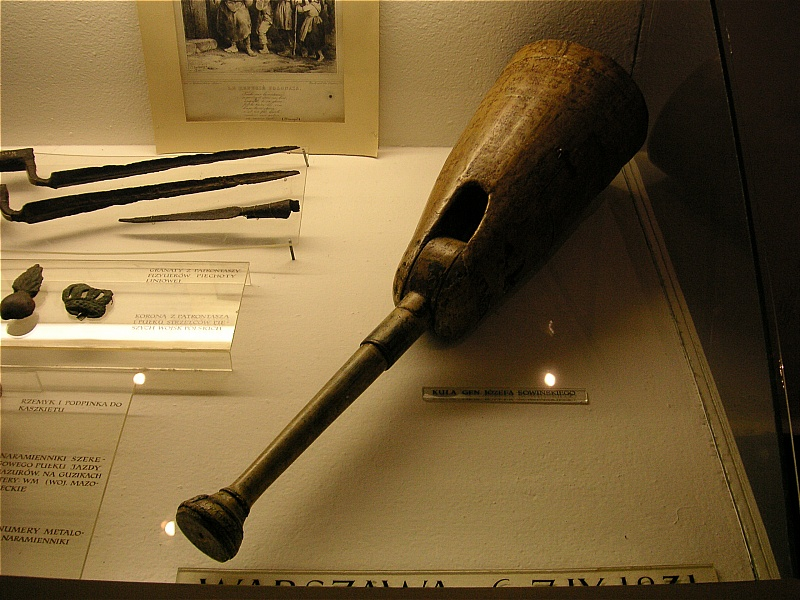
ساق الوتد لجوزيف سوينسكي

الساق الوتد هي طرف اصطناعي، أو طرف صناعي، يتم تركيبه على الجذع المتبقي من ساق الإنسان، وخاصة الساق الخشبية المثبتة في الركبة. يعود تاريخ استخدامه إلى العصور القديمة.

### تاريخ
بحلول أواخر القرن التاسع عشر، كان بائعو الأطراف الاصطناعية يقدمون أرجلًا مثبتة كبدائل أرخص للأرجل الاصطناعية الأكثر تعقيدًا والتي تشبه الحياة. حتى عندما كان البائعون يروجون لمزايا الأطراف الاصطناعية الأكثر تعقيدًا مقارنة بالأرجل المثبتة البسيطة، وفقًا لجراح معاصر، وجد العديد من المرضى أن الساق المثبتة أكثر راحة للمشي. ووفقا للتقارير الطبية، كان بعض مبتوري الأطراف قادرين على التكيف مع استخدام ساق الوتد بشكل جيد بحيث يمكنهم المشي 10، أو حتى 30، ميلا في يوم واحد.
في الوقت الحاضر، تم استبدال الأرجل الخشبية بمواد أكثر حداثة، على الرغم من أن بعض الأطراف الاصطناعية الرياضية لها نفس الشكل.

### مرتدي الأرجل المشهورين
- فرانسوا لو كليرك (توفي عام 1563)، جندي
- كورنيليس جول، (1597–1641)، جندي وأدميرال شركة الهند الغربية الهولندية
- بيتر ستويفسانت (1612–1672)، المدير العام الهولندي لنيو أمستردام[7]
- بلاس دي ليزو (1687–1741)، أميرال إسباني
- جوفيرنور موريس (1752–1816)، سياسي أمريكي
- بروك واتسون (1735 - 1807)، عمدة لندن
- بيير دوميسنيل (1776 - 1832)، جنرال فرنسي
- جوزيف سوينسكي (1777–1831)، جنرال بولندي
- بيلي ووترز (1778–1823)، المعروف أيضًا باسم بلاك بيلي، عبد أمريكي من أصل أفريقي سابق، ثم بحار في البحرية البريطانية حتى أصبح مبتور الأطراف. أيضا بوكر من الجدارة غزير الإنتاج.
- فوك كاراديتش (1787–1864)، عالم لغوي صربي
- توماس ل. سميث (1801–1866)، رجل جبلي أمريكي
- ألبرت شميلوسكي (1845–1916)، فنان بولندي، مؤسس إخوة وأخوات ألبرتين، قديس الكنيسة الكاثوليكية
- روبرت ماك ألبين ويليامسون (1804–1859)، الملقب بـ "ويلي ذو الأرجل الثلاثة"، قاضي المحكمة العليا في جمهورية تكساس ، مشرع الولاية، وحارس تكساس.
- كوشيبيكي يوميندو (1859 - 1924)، إمبريساريو ياباني
- بيج ليج بيتس (1907–1998)، راقصة
- بيج ليج سام (آرثر جاكسون) (1911-1977)، موسيقي البلوز الأمريكي
- جو "بيغليج" مورغان (1929–1993)، أول عضو غير إسباني في المافيا المكسيكية، وهي منظمة إجرامية أمريكية